# 허이재
허이재(1987년 2월 19일 ~ )는 대한민국의 여자 배우다.  2021년 9월 10일 크레용팝 웨이의 유튜브 채널  웨이랜드에 출연해 은퇴 계기에 대한 이야기를 하며 여러 썰을 풀었다. 이 영상이 언론의 기사로 소개가 되면서 포털 사이트 연예 기사 1위를 차지함과 동시에 각종 연예 관련 커뮤니티에 뜨거운 화제로 떠올랐다.

## 학력
- 1999년 한신초등학교 (졸업)
- 2002년 인수중학교 (졸업)
- 2005년 배화여자고등학교 (졸업)
- 동국대학교 연극영화학과 (05학번) (졸업)

## 연기 활동

### 드라마
- 2004년 KBS2 청소년 드라마 《성장드라마 반올림》
- 2004년 KBS2 시츄에이션 콩트 《방방》
- 2004년 KBS2 일일시트콤 《달래네 집》
- 2004년 MBC 청춘시트콤 《논스톱 4》
- 2005년 MBC 청춘시트콤 《논스톱 5》
- 2006년 MBC 청춘시트콤 《레인보우 로망스》
- 2007년 MBC 수목드라마 《궁S》 ... 양순의 역
- 2008년 KBS2 월화드라마 《싱글파파는 열애중》 ... 전하리 역
- 2016년 SBS 일일드라마 《당신은 선물》[2] ... 공현수 역

### 영화
- 2000년 《다카포》
- 2006년 《비열한 거리》 ... 김선옥 역
- 2006년 《해바라기》 ... 최희주 역
- 2008년 《하늘을 걷는 소년》 ... 처녀 역
- 2009년 《19-Nineteen》 ... 차은형 역
- 2009년 《걸프렌즈》 ... 보라 역
- 2016년 《우주의 크리스마스》 ... 성우주(26세) 역

### M/V
- 서태지 - Live Wire
- 2007년 더 웨이 - 사랑…아프다

## 진행

### 텔레비전
- 2008년 《SBS 인기가요》

## 광고
- SK텔레콤 TTL 동방신기편
- 피자에땅
- 보성 여린잎 녹차
- 립파이

## 수상 및 후보
| 연도   | 시상식                            | 부문                           | 작품        | 결과 |
| ------ | --------------------------------- | ------------------------------ | ----------- | ---- |
| 2007년 | 제3회 앙드레김 베스트 스타 어워드 | 뉴스타상                       | 빈칸        | 수상 |
| 2007년 | 제3회 프리미어 라이징 스타 어워즈 | 신인여자배우상                 | 빈칸        | 수상 |
| 2016년 | SBS 연기대상                      | 장편드라마부문 여자 특별연기상 | 당신은 선물 | 후보 |